# Mauzolej obitelji Türk
Mauzolej obitelji Türk je obiteljski mauzolej hrvatske plemićke i trgovačke obitelji Türk koji se nalazi na katoličkom groblju Dubovac u Karlovcu.
Mauzolej se nalazi na samom ulazu u groblje pored mauzoleja Vranyczany, grobnica obitelji Hoffman i obitelji Turković. Prema povjesničaru umjetnosti Draganu Damjanoviću mauzolej se ubraja u red najuspjelijih sepulklarnih građevina sagrađenih u Hrvatskoj krajem 19. stoljeća. Mauzolej je uveden u Registar kulturnih dobara Republike Hrvatske.

## Opis građevine
Monumentalnu neogotičku građevinu 1892. godine projektirao je njemački arhitekt Kuno Waidmann. Prema karakteristikama arhitektonskoga oblikovanja koje pokazuju kompatibilnost Bolléovih graditeljskih izvedbi, moguće je kako je u projektiranju sudjelovao i austrijski arhitekt Herman Bollé. Građevina je kvadratnoga tlocrta, pokrivena lomljenim krovištem sa zabatima na sve četiri strane i izduženim tornjem s lanternom. Unutarnji prostor je oslikan koloristički bogatim zidnim oslikom, a natpisne ploče ugrađene u zidove navode imena članova obitelji koji su u mauzoleju i ukopani. U vanjskome oblikovanju upotrijebljen je niz neogotičkih karakterističnih elemenata od fijala, slijepih arkada, vodoriga za odvod kišnice, bifora i kontrafora. Klesani portal sa zašiljenom lunetom ispunjenom grbom obitelji u visokom reljefu nošen je stupovima od crvenoga mramora, uz vitraje, jedinim kolorističkim akcentom.

## Ukopi
Članova obitelji koji su ukopani u mauzoleju:
- Franjo Ksaver Türk pl. od Karlovca grada, stariji (1800. – 1889.)
- Katarina Türk (1808. – 1896.)
- Franjo Ksaver Türk pl. od Karlovca grada, mlađi (1836. – 1913.)
- Franjo Aurel Türk pl. od Karlovca grada (1867. – 1920.)